# Olympische Winterspiele 1992/Teilnehmer (Argentinien)
| Gelbes Symbol für Goldmedaillen mit stilisierten Olympischen Ringen | Graues Symbol für Silbermedaillen mit stilisierten Olympischen Ringen | Braundes Symbol für Bronzemedaillen mit stilisierten Olympischen Ringen |
| ------------------------------------------------------------------- | --------------------------------------------------------------------- | ----------------------------------------------------------------------- |
| —                                                                   | —                                                                     | —                                                                       |

Argentinien nahm an den Olympischen Winterspielen 1992 im französischen Albertville mit einer Delegation von 20 Athleten in fünf Disziplinen teil, davon 15 Männer und 5 Frauen. Ein Medaillengewinn gelang keinem der Athleten.

## Teilnehmer nach Sportarten

### Biathlon
Männer
- Juan Fernández
10 km Sprint: 93. Platz (40:32,0 min)
20 km Einzel: 91. Platz (1:25:27,1 h)

- Alejandro Guerra
10 km Sprint: 92. Platz (40:16,8 min)

- Roberto Lucero
10 km Sprint: 94. Platz (41:38,5 min)
20 km Einzel: Rennen nicht beendet

- Luis Ríos
10 km Sprint: 91. Platz (36:07,5 min)
20 km Einzel: 86. Platz (1:14:43,8 h)

- Marcelo Vásquez
20 km Einzel: 90. Platz (1:22:02,6 h)

Frauen
- María Giro
7,5 km Sprint: 36. Platz (27:53,5 min)
15 km Einzel: 63. Platz (1:03:18,0 h)

- Fabiana Lovece
7,5 km Sprint: 68. Platz (39:07,0 min)

### Freestyle-Skiing
Männer
- Ignacio Bustamante
Buckelpiste: 30. Platz (in der Qualifikation ausgeschieden)

### Rodeln
Männer, Einsitzer
- Rubén Oscar González
31. Platz (3:11,777 min)

### Ski Alpin
Männer
- Gáston Begue
Super-G: 61. Platz (1:22,52 min)
Riesenslalom: 54. Platz (2:31,16 min)
Slalom: Rennen nicht beendet

- Carlos Espiasse
Super-G: 62. Platz (1:22,68 min)
Riesenslalom: Rennen nicht beendet

- Agustín Neiman
Super-G: 60. Platz (1:22,47 min)
Riesenslalom: 47. Platz (2:28,31 min)

- Federico van Ditmar
Super-G: 46. Platz (1:19,07 min)
Riesenslalom: Rennen nicht beendet
Slalom: 39. Platz (2:01,49 min)

Frauen
- Carolina Eiras
Abfahrt: 29. Platz (2:02,81 min)
Super-G: 39. Platz (1:32,33 min)
Riesenslalom: 27. Platz (2:25,91 min)
Slalom: Rennen nicht beendet
Kombination: 21. Platz (184,96)

- Astrid Steverlynck
Super-G: 40. Platz (1:33,48 min)
Riesenslalom: 32. Platz (2:31,16 min)
Slalom: 30. Platz (1:45,53 min)
Kombination: Slalomrennen nicht beendet

### Skilanglauf
Männer
- Guillermo Alder
10 km klassisch: 97. Platz (37:37,7 min)
15 km Verfolgung: 92. Platz (58:33,2 min)
30 km klassisch: 79. Platz (1:47:07,4 h)

- Luis Argel
10 km klassisch: 92. Platz (36:33,6 min)
15 km Verfolgung: 87. Platz (55:56,0 min)
30 km klassisch: Rennen nicht beendet

- Sébastian Menci
10 km klassisch: 104. Platz (40:00,2 min)
15 km Verfolgung: 93. Platz (1:04:24,0 h)

- Diego Prado
10 km klassisch: 106. Platz (41:46,2 min)
15 km Verfolgung: 95. Platz (1:09:05,2 h)

Frauen
- Inés Alder
5 km klassisch: 60. Platz (18:31,6 min)
10 km Verfolgung: 57. Platz (39:41,4 min)
15 km klassisch: 49. Platz (54:26,9 min)
30 km Freistil: 55. Platz (1:50:50,6 h)